# Zemědělská rada pro Království české
Zemědělská rada pro Království české, též Landesculturrath für das Königreich Böhmen, či Česká zemědělská rada byla nejvyšší zemědělskou institucí v Čechách, vrcholnou organizací zemědělských spolků a zároveň vládním orgánem pro obor zemělství.

## Dějiny
Zemědělská rada byl jako nová zemědělská instituce formálně ustavena císařským rozhodnutím z 27. března 1873. Stanovy prošly schválenou zákonnou úpravou roku 1880, a dále roku 1891, kdy byla ustavena císařovým zákonem jako ústav zemský se sídlem v Praze, který se nadále skládal z českého a  německého odboru a ústředního sboru pro záležitosti společné, jehož členové měli být znalí obou jazyků. Svůj význam si Zemědělská rada zachovala i v Československém státě po roce 1918. Až roku 1938 byl zrušen ústřední sbor i oba národní odbory a roku 1939 byla ustanovena Česká zemědělská rada v Praze. Ta byla zrušena roku 1942 protektorátní vládou.

## Úloha zemědělské rady
Zemědělská rada převzala řadu funkcí Vlastenenecko-hospodářské společnosti a měla podporu vládních úřadů i zemské samosprávy. Její působnost jako základní zemědělské organizace v Čechách se týkala širokého okruhu zemědělských otázek a vztahovala se na celou zemi. Působila prostřednictvím svého vlivu při jednáních o zemědělských zákonech a nařízeních, prostřednictvím ekonomických stimulů a osvětové činnosti. Podílela se i na řízení zemědělství, zprostředkování státních zásahů do něj a na subvenční politice státu a země. Měla význam pro intenzifikaci zemědělství Čech. Byť neměla nařizovací pravomoc, Zemědělská rada hrála v zemědělství fakticky důležitou úlohu. Vzhledem k nevelkému rozsahu státních úřadů i institucí samosprávy, organizace jako Zemědělská rada, která odborná stanoviska předpracovávala a podávala dobrozdání, doporučení a návrhy orgánům s rozhodovací pravomocí, v podstatě spoluurčovala jejich stanoviska.

## Stálé odbory výboru rady
Stálé odbory výboru rady zemědělské pro království České tvořily roku 1880:
- I. Odbor pro záležitosti subvencí, pokladny a kanceláře.
- II. Odbor pro záležitosti hospodářské.
- III. Odbor pro záležitosti lesnické.
- IV. Odbor pro hospod, a lesn. statistiku.
- V. Odbor pro zákonodárství a národní hospodářství.
- VI. Odbor pro záležitosti hospod, průmyslu.
- VII. Odbor pro chov koní.
- Zemské kuratorium pro hospodářské školy pokračovací.